# Niewodnica (Reszel)
Niewodnica (deutsch Fischbach) ist der inoffizielle Name einer Ortsstelle in der polnischen Woiwodschaft Ermland-Masuren. Sie gehört zum Dorf Staniewo (deutsch Ottoswalde) innerhalb der Gmina Reszel (Stadt- und Landgemeinde Rößel) im Powiat Kętrzyński (Kreis Rastenburg).

## Geographische Lage
Die Ortsstelle liegt östlich vom Deine- bzw. Heiligelinder See (polnisch Jezioro Dejnowa) in der nördlichen Mitte der Woiwodschaft Ermland-Masuren, zwölf Kilometer südwestlich der Kreisstadt Kętrzyn (Rastenburg).

## Geschichte
Das einstige Fischbach bestand aus ein paar großen und kleinen Höfen. Es war ein Wohnplatz der  ostpreußischen Gemeinde Pülz (polnisch Pilec) im Kreis Rastenburg. Zunächst Papierfabrik des Mühlenbesitzers Stechern genannt, hieß er ab 1836 „Papierfabrik (Ober) Pülz“ zwecks Unterscheidung von der Papierfabrik des Mühlenbesitzers Tiburtius, ab 11. August 1846 war der Name „Fischbach“ gebräuchlich.
Zum kleinen Gut Fischbach gehörte eine Fläche von 145 Hektar. Von 1913 bis 1945 war es im Besitz des Anton Drengk. Die Ackerfläche betrug 102 Hektar. Zum Besitz gehörten 22 Pferde, 85 Rinder, 50 Schweine und 20 Schafe.
1885 waren in Fischbach 66, 1905 schon 78 Einwohner registriert.
Mit dem gesamten südlichen Ostpreußen wurde Fischbach 1945 in Kriegsfolge an Polen überstellt und erhielt die polnische Namensform „Niewodnica“. Als Ortsstelle gehört Niewodnica heute zu Staniewo (Ottoswalde) innerhalb der Stadt- und Landgemeinde Reszel (Rößel) im Powiat Kętrzyński (Kreis Rastenburg), bis 1998 der Woiwodschaft Olsztyn, seither der Woiwodschaft Ermland-Masuren zugehörig.

## Kirche
Bis 1945 war Fischbach in die evangelische Kirche Bäslack in der Kirchenprovinz Ostpreußen der Kirche der Altpreußischen Union sowie in die katholische Kirche Heiligelinde im damaligen Bistum Ermland eingepfarrt. Heute gehört Niewodnica zur evangelischen Pfarrei Kętrzyn in der Diözese Masuren der Evangelisch-Augsburgischen Kirche in Polen, außerdem zur katholischen Pfarrei Święta Lipka im jetzigen Erzbistum Ermland in der polnischen katholischen Kirche.

## Verkehr
Niewodnica ist über eine Landwegverbindung von Staniewo (Ottoswalde) aus zu erreichen. Eine Bahnanbindung existiert nicht.